# 波兰教廷向德国教廷致信

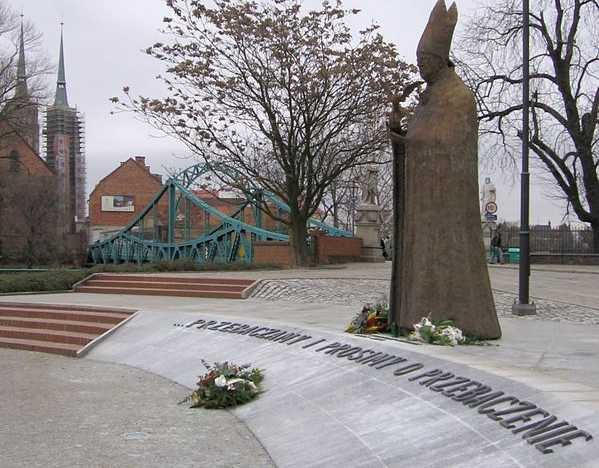
紀念波蘭樞機博萊斯瓦夫·科米內克的雕塑，下面是此信中的名句：“我們寬恕並請求寬恕”

波蘭主教致德國兄弟的牧函（波蘭語：Orędzie biskupów polskich do ich niemieckich braci w Chrystusowym urzędzie Pasterskim）是波蘭主教們於1965年11月18日對他們同屬羅馬天主教會的德國同行發出的牧函。這首先是對966年波蘭基督教化1000週年慶典的邀請。在這封邀請信中，主教們不僅要求與天主教徒合作，而且還要求與新教徒合作。
主教們一邊回憶過去和最近的歷史事件，一邊伸出雙手表示寬恕。這裡被稱為波蘭主教對德國主教的和解信，它實際上只是廣泛的開創性邀請和信函的一部分，其中他們宣稱：“（對於第二次世界大戰的罪行）我們寬恕並請求寬恕”。